# امتیازات و قراردادها در دوره قاجار
این مقاله فهرستی است که به امتیازات و عهدنامه‌ها بین ایران و دیگر کشورها، بین دیگر کشورها درباره ایران، و بین ایران و اتباع کشورهای بیگانه در دوره قاجار می‌پردازد.

## میان ایران و سایر کشورها
| ر                                                          | نام عهدنامه                                                                                             | تاریخ امضا                         | مکان امضا         | طرف قرارداد         | امضاکنندگان طرفین                                                             | توضیحات | م                    |
| ---------------------------------------------------------- | --- | ---------------------------------- | ----------------- | ------------------- | ----------------------------------------------------------------------------- | --- | -------------------- |
| پادشاهی فتحعلی‌شاه (۲۱ ذیحجهٔ ۱۲۱۱ – ۱۹ جمادی‌الثانی ۱۲۵۰)    | |                                    |                   |                     |                                                                               | |                      |
| ۱                                                          | عهدنامهٔ سیاسی                                                                                           | ۱۲۱۵ ژانویهٔ ۱۸۰۱                   | تهران             | پادشاهی متحد        | حاج ابراهیم کلانتر جان ملکم                                                   | این قرارداد یک مقدمه و پنج ماده داشت که موضوع اصلی آن، صلح و دوستی بین دو کشور و حفظ امنیت هندوستان بود. | [ ۱ ] [ ۲ ]          |
| ۲                                                          | عهدنامهٔ تجارتی                                                                                          | ۱۲۱۵ ژانویهٔ ۱۸۰۱                   | تهران             | پادشاهی متحد        | حاج ابراهیم کلانتر جان ملکم                                                   | این قرارداد همزمان با «عهدنامهٔ سیاسی» امضا شد و دارای شش ماده بود. | [ ۳ ] [ ۴ ]          |
| ۳                                                          | عهدنامهٔ فینکنشتاین                                                                                      | ۲۵ صفر ۱۲۲۲ ۴ مهٔ ۱۸۰۷              | کامیِنیِچ           | فرانسه              | میرزا محمدرضاخان قزوینی هوگ برنار ماره                                        | این قرارداد شانزده ماده داشت و تأکید عمدهٔ آن بر احقاق حاکمیت ایران بر گرجستان، آموزش نیروهای نظامی ایران توسط افسران فرانسوی، برقراری اتحاد میان دو کشور، قطع رابطهٔ ایران با انگلستان بود. با انعقاد پیمان تیلسیت میان فرانسه و روسیه، عملاً قرارداد فینکنشتاین از اعتبار افتاد.                                                                    | [ ۵ ] [ ۶ ] [ ۷ ]    |
|                                                            | قرارداد نظامی ایران و فرانسه                                                                            | ذیقعدهٔ ۱۲۲۲ ۱۸۰۸                   | تهران             | فرانسه              | میرزا محمدشفیع مازندرانی کلود ماتیو گاردان                                    | طبق یکی از مواد قرارداد فینکنشتاین، هیئتی نظامی از فرانسه به سرپرستی ژنرال گاردان به ایران آمدند که منجر به عقد این قرارداد نظامی شد. این قرارداد یک مقدمه و شش ماده داشت و بر خرید تسلیحات از فرانسه متمرکز بود. | [ ۸ ] [ ۹ ]          |
|                                                            | عهدنامهٔ مجمل                                                                                            | ۲۵ محرم ۱۲۲۴ ۱۲ مارس ۱۸۰۹          | تهران             | پادشاهی متحد        | میرزا محمدشفیع مازندرانی هارفورد جونز                                         | این قرارداد که به «عهدنامهٔ جونز» هم نامیده شده‌است، هشت فصل دارد و ناظر بر مخالفت ایران با فرانسه و ارائهٔ آموزش‌های نظامی توسط افسران انگلیسی به قشون ایران بود. | [ ۱۰ ]               |
|                                                            | عهدنامهٔ مفصل                                                                                            | ۲۹ صفر ۱۲۲۷ ۱۴ مارس ۱۸۱۲           | تهران             | پادشاهی متحد        | میرزا محمدشفیع مازندرانی گور اوزلی                                            | عهدنامهٔ مفصل در واقع مکمل عهدنامهٔ مجمل بود و در دوازده فصل تنظیم شد که بیشتر بر مفاد عهدنامهٔ پیشین تأکید می‌کرد. این قرارداد در دربار انگلستان به تصویب نرسید. | [ ۱۱ ] [ ۱۲ ]        |
|                                                            | عهدنامهٔ گلستان                                                                                          | ۲۹ شوال ۱۲۲۸ ۱۲ اکتبر ۱۸۱۳         | گلستان            | روسیه               | میرزا ابوالحسن‌خان شیرازی نیکلای رتیشچف                                        | عهدنامهٔ گلستان در پایان جنگ اول ایران و روسیه، به عنوان متارکهٔ جنگ منعقد شد و شامل سه بخش ملکی، سیاسی و اقتصادی بود. این عهدنامه یک مقدمه و یازده فصل داشت که طبق فصل سوم آن، مناطقی چون قره‌باغ، گنجه، دربند، باکو، گرجستان، داغستان و بخش‌هایی از تالش به روسیه واگذار شد.                                                                         | [ ۱۳ ] [ ۱۴ ]        |
|                                                            | عهدنامهٔ تهران                                                                                           | ۱۲ ذیحجهٔ ۱۲۲۹ ۲۵ نوامبر ۱۸۱۴       | تهران             | پادشاهی متحد        | میرزا محمدشفیع مازندرانی هنری الیس                                            | این عهدنامه جایگزینی برای عهدنامهٔ مفصل بود که سه مورد از فصل‌های آن را طبق نظر طرف انگلیسی تغییر می‌داد. این عهدنامه یک ضمیمه هم دارد که همزمان با اصل قرارداد امضا شده‌است و به «احتجاج‌نامه» مشهور است. | [ ۱۵ ] [ ۱۶ ] [ ۱۷ ] |
|                                                            | عهدنامهٔ شیراز عهدنامهٔ ۱۸۲۲ ایران و انگلیس                                                               | ۱۲۳۷ ۱۸۲۲                          | شیراز             | پادشاهی متحد        | زکی‌خان ویلیام بروس                                                            | | [ نیازمند منبع ]     |
|                                                            | عهدنامهٔ اول ارزنة‌الروم                                                                                  | ۱۹ ذیقعدهٔ ۱۲۳۸ ۲۸ ژوئیهٔ ۱۸۲۳       | ارزروم            | عثمانی              | میرزا محمدعلی‌خان مستوفی محمدامین رئوف پاشا                                    | این قرارداد، پایان‌بخش جنگ‌های ایران و عثمانی در سال‌های ۱۸۲۳–۱۸۲۱ بود و تغییرات چندانی در مرز دو دولت ایجاد نکرد. عهدنامهٔ اول ارزنة‌الروم شامل یک پیش‌نویس در یک مقدمه و هشت ماده بود و اصل قرارداد، یک مقدمه و ده ماده داشت. | [ ۱۸ ] [ ۱۹ ]        |
|                                                            | عهدنامهٔ سیاسی ترکمانچای                                                                                 | ۵ شعبان ۱۲۴۳ ۱۰ فوریهٔ ۱۸۲۸         | ترکمانچای         | روسیه               | میرزا ابوالحسن‌خان شیرازی اللهیارخان آصف‌الدوله ایوان پاسکویچ                   | عهدنامهٔ ترکمانچای در پایان جنگ دوم ایران و روسیه امضا شد و شانزده فصل داشت. واگذاری مناطقی چون ایروان، نخجوان و تالش و اعطای حق کاپیتولاسیون به روسیه از مهم‌ترین پیامدهای انعقاد این عهدنامه بود. | [ ۲۰ ] [ ۲۱ ]        |
|                                                            | عهدنامهٔ تجارتی ترکمانچای                                                                                | ۵ شعبان ۱۲۴۳ ۱۰ فوریهٔ ۱۸۲۸         | ترکمانچای         | روسیه               | میرزا ابوالحسن‌خان شیرازی اللهیارخان آصف‌الدوله ایوان پاسکویچ                   | این عهدنامه طبق پیش‌بینی انجام‌شده در مادهٔ دهم عهدنامهٔ سیاسی امضا شد که نه ماده داشت. موضوع آن در باب امنیت تاجران و اتباع دو کشور بود و در دو ماده، بر حق کاپیتولاسیون اتباع روسیه در ایران تأکید می‌کرد. | [ ۲۲ ]               |
|                                                            | عهدنامهٔ تشریفاتی ترکمانچای                                                                              | ۵ شعبان ۱۲۴۳ ۱۰ فوریهٔ ۱۸۲۸         | ترکمانچای         | روسیه               | میرزا ابوالحسن‌خان شیرازی اللهیارخان آصف‌الدوله ایوان پاسکویچ                   | این عهدنامه طبق پیش‌بینی صورت‌گرفته در مادهٔ نهم عهدنامهٔ سیاسی امضا شد و اختیار نمایندهٔ روسیه در ایران را به اندازهٔ نایب‌السلطنهٔ بریتانیا در هندوستان افزایش می‌داد. | [ ۲۳ ]               |
|                                                            | عهدنامهٔ تخلیهٔ سرحدات ترکمانچای                                                                          | ۵ شعبان ۱۲۴۳ ۱۰ فوریهٔ ۱۸۲۸         | ترکمانچای         | روسیه               | میرزا ابوالحسن‌خان شیرازی اللهیارخان آصف‌الدوله ایوان پاسکویچ                   | این عهدنامه بنا بر مفاد مادهٔ ششم عهدنامهٔ سیاسی منعقد شد و متمرکز بر چگونگی تخلیهٔ مناطق واگذارشده به روسیه از نیروهای ایران و نیز پرداخت غرامت‌های جنگی بود. | [ ۲۴ ]               |
| پادشاهی محمدشاه (۱۹ جمادی‌الثانی ۱۲۵۰ – ۶ شوال ۱۲۶۴)        | |                                    |                   |                     |                                                                               | |                      |
|                                                            | عهدنامهٔ مودت و تجارت                                                                                    | ۲۲ جمادی‌الاول ۱۲۵۷ ۱۴ ژوئیهٔ ۱۸۴۱   | استانبول          | بلژیک               | میرزا جعفرخان مشیرالدوله فرانسوا ژان دزیره بهر                                | نخستین عهدنامهٔ منعقده بین ایران و بلژیک است که یک مقدمه و هفت ماده دارد. موضوع آن دربارهٔ چگونگی تردد اتباع دو کشور، قضایای گمرکی و رفع اختلافات تجاری است. | [ ۲۵ ]               |
|                                                            | عهدنامهٔ تجارتی                                                                                          | ۱۲ رمضان ۱۲۵۷ ۲۷ اکتبر ۱۸۴۱        | تهران             | پادشاهی متحد        | میرزا ابوالحسن‌خان شیرازی جان مک‌نایل                                           | این عهدنامه به نوعی از پیامدهای عهدنامهٔ مفصل بود و مهم‌ترین قرارداد با انگلیس در دوران محمدشاه به شمار می‌رفت که در دو فصل، به مسائل تجاری و گمرکی و نیز استقرار نمایندگی‌های بازرگانی دو کشور می‌پرداخت. | [ ۲۶ ]               |
|                                                            | عهدنامهٔ مودت و تجارت                                                                                    | ۲۱ محرم ۱۲۵۸ ۴ مارس ۱۸۴۲           | استانبول          | اسپانیا             | میرزا جعفرخان مشیرالدوله آنتونیو لوپز دو کوردوبا                              | این عهدنامه یک مقدمه، هفت ماده و یک خاتمه داشت که طبق آن، نمایندگی‌های سیاسی طرفین از یک سو در تهران و تبریز و از سوی دیگر در مادرید و بارسلون اجازهٔ استقرار یافتند. | [ ۲۷ ] [ ۲۸ ]        |
|                                                            | قرارنامهٔ افلاس                                                                                          | ۲۲ شوال ۱۲۵۹ ۱۷ نوامبر ۱۸۴۳        | تهران             | روسیه               | ؟ ؟                                                                           | علت انعقاد این قرارداد، عدم پرداخت بدهکاری‌ها از سوی تاجران ایرانی و روسی به طرف مقابل بود و در یک مقدمه و هجده فقره تنظیم شد. | [ ۲۹ ] [ ۳۰ ]        |
|                                                            | عهدنامهٔ مهاجرت                                                                                          | ۲۸ جمادی‌الثانی ۱۲۶۰ ۱۵ ژوئیهٔ ۱۸۴۴  | تهران             | روسیه               | حاجی میرزا آقاسی الکساندر ایوانویچ مدم                                        | این عهدنامه در توضیح مادهٔ چهاردهم عهدنامهٔ سیاسی ترکمانچای و برای جلوگیری از بی‌نظمی در مهاجرت اتباع ایران و روسیه، در چهار فصل تنظیم شده‌است. | [ ۳۱ ] [ ۳۲ ] [ ۳۳ ] |
|                                                            | عهدنامهٔ دوم ارزنة‌الروم                                                                                  | ۱۶ جمادی‌الثانی ۱۲۶۳ ۳ ژوئن ۱۸۴۷    | ارزروم            | عثمانی              | میرزا تقی‌خان فراهانی انوربیک افندی                                            | کنفرانس ارزنة‌الروم با نظارت نمایندگانی از انگلستان و روسیه، هجده جلسه و بیش از سه سال طول کشید و در نهایت به امضای عهدنامه‌ای در نه فقره انجامید که بیشتر بر حل و فصل مسائل مرزی تأکید داشت. | [ ۳۴ ] [ ۳۵ ]        |
|                                                            | عهدنامهٔ نیاوران                                                                                         | شعبان ۱۲۶۳ ژوئیهٔ ۱۸۴۷              | تهران             | فرانسه              | حاجی میرزا آقاسی اوژن دو سرتیژ                                                | این عهدنامه متمرکز بر تجارت و روابط دوستانه بود که یک مقدمه، یک ضمیمه و شش فصل داشت. | [ ۳۶ ] [ ۳۷ ]        |
| پادشاهی ناصرالدین‌شاه (۶ شوال ۱۲۶۴ – ۱۷ ذیقعدهٔ ۱۳۱۳)        | |                                    |                   |                     |                                                                               | |                      |
|                                                            | عهدنامهٔ منع برده‌فروشی                                                                                   | ۱ شوال ۱۲۶۷ ۱۰ اوت ۱۸۵۱            | اصفهان            | پادشاهی متحد        | میرزا تقی‌خان فراهانی (؟) جاستین شیل (؟)                                       | این عهدنامه یک مقدمه و سه فصل داشت که به کشتی‌های انگلیسی اجازه می‌داد به مدت یازده سال، به بازجویی کشتی‌های مظنون به حمل برده در خلیج فارس و دریای عمان بپردازند. | [ ۳۸ ] [ ۳۹ ]        |
|                                                            | معاهدهٔ دوستی و کشتی‌رانی                                                                                 | ۱۲۶۷ ۱۸۵۱                          | استانبول          | ایالات متحده آمریکا | حاجی میرزا محمدخان جرج مارش                                                   | این معاهده یک مقدمه و هشت ماده داشت که موضوع کلی آن، ایجاد روابط دوستانهٔ بازرگانی و سیاسی بین دو کشور بود. | [ ۴۰ ]               |
|                                                            | قرارداد استخدام معلمین اتریشی                                                                           | ۱۲۶۸ اکتبر ۱۸۵۱                    | وین               | اتریش               | جان داوودخان ارمنی معلمان مختلف                                               | قراردادی است یکسان که با چند معلم اتریشی جهت استخدام در دارالفنون منعقد شد. | [ ۴۱ ] [ ۴۲ ]        |
|                                                            | قرارنامه در باب هرات                                                                                    | ۱۵ ربیع‌الثانی ۱۲۶۹ ۲۵ ژانویهٔ ۱۸۵۳  | تهران             | پادشاهی متحد        | میرزا آقاخان نوری جاستین شیل                                                  | این قرارداد شامل شش تعهد از سوی دولت ایران بود که مهم‌ترین آن، تعهد بر عدم دخالت ایران در امور هرات بود. | [ ۴۳ ] [ ۴۴ ]        |
|                                                            | عهدنامهٔ مخفیه                                                                                           | ۱۸ محرم ۱۲۷۱ ۲۸ سپتامبر ۱۸۵۴       | تهران             | روسیه               | میرزا آقاخان نوری نیکلای انیچکوف                                              | در این عهدنامه که یک مقدمه، یک ضمیمه و چهار ماده داشت، دو طرف تعهداتی را پذیرفتند که مهم‌ترین آن‌ها، اعلام بی‌طرفی ایران در جنگ کریمه بود. | [ ۴۵ ] [ ۴۶ ]        |
|                                                            | عهدنامهٔ مودت و بازرگانی                                                                                 | ۲۷ شوال ۱۲۷۱ ۱۲ ژوئیهٔ ۱۸۵۵         | تهران             | فرانسه              | میرزا آقاخان نوری نیکولا پروسپر بوره                                          | این عهدنامه یک مقدمه و هشت فصل داشت که در آن دو کشور اجازهٔ بازگشایی کنسولگری در تهران، تبریز و بوشهر از یک سو و در پاریس، مارسی و جزیرهٔ رئونیون از سوی دیگر را برای یکدیگر صادر کردند. | [ ۴۷ ] [ ۴۸ ]        |
|                                                            | عهدنامهٔ مودت و تجارتی                                                                                   | ۲۰ شعبان ۱۲۷۲ ۲۶ آوریل ۱۸۵۶        | تهران یا بندرعباس | عمان                | میرزا آقاخان نوری (؟) شیخ عبدالله مسقطی                                       | این قرارداد ابتدا در هفده فصل تنظیم شده بود که در نهایت با حذف فصل آخر، در یک مقدمه و شانزده فصل امضا شد. | [ ۴۹ ]               |
|                                                            | معاهدهٔ کنسولی و بازرگانی                                                                                | ۱۵ ربیع‌الثانی ۱۲۷۳ ۱۳ دسامبر ۱۸۵۶  | استانبول          | ایالات متحده آمریکا | فرخ‌خان امین‌الملک کارول اسپنس                                                  | این معاهده هشت فصل داشت و مهم‌ترین موضوع آن، تأسیس کنسولگری در تهران، تبریز و بوشهر از سوی آمریکا و در واشینگتن، بوستون و نیواورلئان از سوی ایران بود. | [ ۵۰ ] [ ۵۱ ]        |
|                                                            | عهدنامهٔ مودت                                                                                            | جمادی‌الثانی ۱۲۷۳ ژانویهٔ ۱۸۵۷       | تهران (؟)         | افغانستان           | میرزا آقاخان نوری (؟) محمدعلم‌خان                                              | موضوع کلی این قرارداد، موافقت برای مقابله با دوست‌محمدخان و به قدرت رساندن رحمدل‌خان (پدر محمدعلم‌خان) در قندهار و تضمین حمایت و روابط مثبت دوجانبه بود. | [ ۵۲ ]               |
|                                                            | عهدنامهٔ پاریس                                                                                           | ۷ رجب ۱۲۷۳ ۴ مارس ۱۸۵۷             | پاریس             | پادشاهی متحد        | فرخ‌خان امین‌الملک هنری ولسلی                                                   | طبق این عهدنامه که شامل یک مقدمه و پانزده فصل بود، دو کشور پس از جنگ سال ۱۸۵۶، صلح کردند. انگلیس تعهد داد که دست از اشغال بوشهر، خرمشهر و خارگ بردارد. از سوی دیگر نیز افغانستان از ایران جدا شد. این عهدنامه یک ضمیمه هم دارد که دربارهٔ تشریفات تجدید روابط سیاسی است.                                                                            | [ ۵۳ ] [ ۵۴ ] [ ۵۵ ] |
|                                                            | عهدنامهٔ مسافرت                                                                                          | ۱۲۷۳ ؟                             | سن پترزبورگ       | روسیه               | عباسقلی‌خان سیف‌الملک کارل نسلرود                                               | این عهدنامه چهار فصل داشت و موضوع عمدهٔ آن معطوف به لزوم صدور گذرنامه برای عبور از مرز مشترک دو کشور بود. | [ ۵۶ ]               |
|                                                            | عهدنامهٔ مودت و تجارتی                                                                                   | ۱ رمضان ۱۲۷۳ ۲۵ آوریل ۱۸۵۷         | پاریس             | ساردنی              | فرخ‌خان امین‌الملک سالواطور مارکی دوبلامارسینا                                  | طبق این عهدنامه که هشت فصل داشت، توافق شد که کنسول‌های ساردنی در تهران، تبریز و بوشهر و کنسول‌های ایران هم در تورین، جنوآ و کالیاری مستقر شوند. | [ ۵۷ ]               |
|                                                            | عهدنامهٔ مودت و تجارتی                                                                                   | ۲۲ رمضان ۱۲۷۳ ۱۷ مهٔ ۱۸۵۷           | پاریس             | اتریش               | فرخ‌خان امین‌الملک ژوزف الکساندر هوبنر                                          | این عهدنامه چهارده فصل داشت و طبق آن کنسول‌های طرفین از یک سو در تهران، تبریز و یکی از بنادر خلیج فارس—که قرار بود بعداً مشخص شود—و از سوی دیگر در وین، تریسته و ونیز اجازهٔ استقرار یافتند. | [ ۵۸ ]               |
|                                                            | عهدنامهٔ مودت و تجارتی                                                                                   | ۱ ذیحجهٔ ۱۲۷۳ (؟) ۱۸ مهٔ ۱۸۵۷        | پاریس             | اتحادیهٔ هانزا       | فرخ‌خان امین‌الملک ونسان رومپف                                                  | عهدنامه‌ای است که با شهرهای آزاد لوبک، برمن و هامبورگ، از اعضای اتحادیهٔ هانزا، منعقد شده‌است. این عهدنامه یک مقدمه و شش فصل دارد | [ ۵۹ ]               |
|                                                            | عهدنامهٔ مودت و تجارتی                                                                                   | ۲ ذیقعدهٔ ۱۲۷۳ ۲۲ ژوئن ۱۸۵۷         | پاریس             | پروس                | فرخ‌خان امین‌الملک ماکس فون هاتزفلد                                             | این عهدنامه یک مقدمه و نه فصل داشت و بر ایجاد روابط تجاری و سیاسی دوستانه متمرکز بود. | [ ۶۰ ]               |
|                                                            | عهدنامهٔ مودت و تجارتی                                                                                   | ۱۰ ذیقعدهٔ ۱۲۷۳ ۳ ژوئیهٔ ۱۸۵۷        | پاریس             | هلند                | فرخ‌خان امین‌الملک لئونار آنتوان لایتنولت                                       | طبق این عهدنامه که یک مقدمه و شش فصل داشت، دو طرف برای ایجاد سه کنسولگری، از یک سو در تهران، تبریز و بوشهر و از سوی دیگر در آمستردام، روتردام و جاکارتا، توافق کردند. | [ ۶۱ ]               |
|                                                            | عهدنامهٔ ایران و بلژیک                                                                                   | ۹ ذیحجهٔ ۱۲۷۳ ۳۱ ژوئیهٔ ۱۸۵۷         | بروکسل            | بلژیک               | فرخ‌خان امین‌الملک چارلز ویلن                                                   | این عهدنامه یک مقدمه و نه فصل دارد که در آن ضمن تأکید بر رعایت مفاد قرارداد دو کشور در سال ۱۲۵۷، توافق برای گشایش کنسولگری‌های بلژیک در تهران، تبریز و بوشهر و کنسولگری‌های ایران در بروکسل، آنتورپ و لیژ حاصل شده‌است. | [ ۶۲ ]               |
|                                                            | عهدنامهٔ مودت و تجارت                                                                                    | ۳۰ ربیع‌الاول ۱۲۷۴ ۱۷ نوامبر ۱۸۵۷   | پاریس             | سوئد-نروژ           | فرخ‌خان امین‌الملک لودویگ مندرستروم                                             | این عهدنامه دارای یک مقدمه و شش فصل بود که در آن توافق برای استقرار کنسول‌های سوئد-نروژ در تهران، تبریز و بوشهر و کنسول‌های ایران در استکهلم، اسلو و گوتنبرگ حاصل شد. | [ ۶۳ ]               |
|                                                            | عهدنامهٔ مودت و تجارت                                                                                    | ۱۲ ربیع‌الثانی ۱۲۷۴ ۳۰ نوامبر ۱۸۵۷  | پاریس             | دانمارک             | فرخ‌خان امین‌الملک اولیسس دیرکینک هُلمفِلد                                        | این عهدنامه دارای یک مقدمه و شش فصل بود که در آن برای استقرار کنسول‌های دانمارک در تهران، تبریز و بوشهر و کنسول‌های ایران در کپنهاگ، فلنسبورگ و التونا توافق حاصل شد. | [ ۶۴ ]               |
|                                                            | عهدنامهٔ مودت و تجارت                                                                                    | ۲۴ ربیع‌الثانی ۱۲۷۸ ۲۸ اکتبر ۱۸۶۱   | استانبول          | یونان               | میرزا حسین‌خان مشیرالدوله مارکوس رینیریس                                       | این عهدنامه یک مقدمه و یازده فصل داشت و طبق آن، طرفین برای ایجاد سه کنسولگری از سوی یونان در تهران، تبریز و یکی از بنادر خلیج فارس و نیز از سوی ایران در آتن، جزیرهٔ سیروس و یکی از بنادر یونان، توافق کردند. همچنین تبعهٔ یونان از حق کاپیتولاسیون در ایران برخوردار شدند. این عهدنامه پیوستی با عنوان «تکمله» هم دارد که در توضیح فصل هشتم آن است. | [ ۶۵ ]               |
|                                                            | عهدنامهٔ مودت و تجارت                                                                                    | ۲۷ ربیع‌الاول ۱۲۷۹ ۲۴ سپتامبر ۱۸۶۲  | تهران             | ایتالیا             | میرزا سعیدخان مؤتمن‌الملک مارچلو چروتی                                         | این عهدنامه در ابتدا شامل یک مقدمه و هشت فصل بود اما پنج روز پس از امضا، در ۲۹ سپتامبر، چهار فصل دیگر به آن الحاق شد. | [ ۶۶ ]               |
|                                                            | قرارداد تلگرافی                                                                                         | ۲۴ جمادی‌الثانی ۱۲۷۹ ۱۷ دسامبر ۱۸۶۲ | تهران             | پادشاهی متحد        | میرزا سعیدخان مؤتمن‌الملک فرخ‌خان امین‌الملک علی‌قلی‌خان مخبرالدوله ادوارد ایستویک | طبق این قرارداد که شش ماده داشت، یک خط تلگراف از خانقین به تهران و از تهران به بوشهر کشیده شد. | [ ۶۷ ] [ ۶۸ ]        |
|                                                            | عهدنامهٔ مودت                                                                                            | ذیحجهٔ ۱۲۷۹ مهٔ ۱۸۶۳                 | ؟                 | قندهار              | ؟ کهندل‌خان افغان و علی‌خان مظفرالدوله                                          | | [ ۶۹ ]               |
|                                                            | عهدنامهٔ تلگرافی                                                                                         | ۱۷ جمادی‌الثانی ۱۲۸۰ ۲۹ نوامبر ۱۸۶۳ | استانبول          | عثمانی              | میرزا حسین‌خان مشیرالدوله محمد امین عالی پاشا                                  | این قرارداد یک مقدمه، دوازده فقره، یک خاتمه و ده سال اعتبار داشت که در آن توافق شد یک خط تلگرافی از بغداد به مرز ایران کشیده و به خطوط تلگرافی ایران متصل شود. | [ ۷۰ ] [ ۷۱ ]        |
|                                                            | قرارداد در باب اتصال خطوط تلگرافی دولتین                                                                | ۶ ذیحجهٔ ۱۲۸۰ ؟                     |                   | عثمانی              | میرزا حسین‌خان مشیرالدوله محمد نامق پاشا                                       | |                      |
|                                                            | قرارداد تلگرافی                                                                                         | ۴ رجب ۱۲۸۲ ۲۳ نوامبر ۱۸۶۵          | تهران             | پادشاهی متحد        | میرزا سعیدخان مؤتمن‌الملک چارلز آلیسون                                         | | [ ۷۲ ]               |
|                                                            | عهدنامهٔ مودت و تجارت مابین ایران و اسپانیا                                                              | ۸ ذیقعدهٔ ۱۲۸۶ ۹ فوریهٔ ۱۸۷۰         | لندن              | اسپانیا             | میرزا محسن‌خان تبریزی مانوئل رانسس ئی بیانوئوا                                 | |                      |
|                                                            | قرارداد حمل جنایز                                                                                       | ۱۶ شوال ۱۲۸۷ ۱۰ فوریهٔ ۱۸۷۰         | ؟                 | عثمانی              | میرزا حسین‌خان مشیرالدوله والی بغداد (احمد شفیق مدحت پاشا)                     | | [ ۷۳ ]               |
|                                                            | قرارداد استاتوکو در باب سرحد دولتین                                                                     | ۲۴ ربیع‌الثانی ۱۲۸۷ ؟               |                   | عثمانی              | میرزا حسین‌خان مشیرالدوله محمد نامق پاشا                                       | |                      |
|                                                            | قرارداد تحدید حدود کلات                                                                                 | ۱۵ جمادی‌الثانی ۱۲۸۸ ۱ سپتامبر ۱۸۷۱ | تهران             | پادشاهی متحد        | میرزا سعیدخان مؤتمن‌الملک چارلز آلیسون                                         | | [ ۷۴ ]               |
|                                                            | قرارداد تحدید حدود سیستان                                                                               | جمادی‌الثانی ۱۲۸۹ اوت ۱۸۷۲          | تهران             | پادشاهی متحد        | میرزا ملکم‌خان ناظم‌الملک فردریک جان گلدسمید                                    | | [ ۷۵ ]               |
|                                                            | قرارنامه در باب ابقای ترتیبات راجعه به مخابرات مابین هند و اروپا از خاک ایران                           | ؟ ۲ دسامبر ۱۸۷۲                    |                   | پادشاهی متحد        | میرزا سعیدخان رانالد تم‌سن                                                     | |                      |
|                                                            | عهدنامهٔ مودت و تجارت و سیر سفاین                                                                        | ۱۵ ربیع‌الثانی ۱۲۹۰ ۱۱ ژوئن ۱۸۷۳    | سن پترزبورگ       | پروس                | میرزا عبدالرحیم‌خان ساعدالملک هاینریش هفتم                                     | | [ ۷۶ ]               |
|                                                            | عهدنامهٔ مودت و تجارت                                                                                    | ۲۸ جمادی‌الاول ۱۲۹۰ ۲۳ ژوئیهٔ ۱۸۷۳   |                   | سوئیس               | نظرآقا یمین‌السلطنه یوهان کنراد کرن                                            | |                      |
|                                                            | عهدنامهٔ مودت                                                                                            | ۷ ذیحجهٔ ۱۲۹۰ ۲۷ ژانویهٔ ۱۸۷۴        | تهران (؟)         | عثمانی              | ؟ ؟                                                                           | | [ ۷۷ ]               |
|                                                            | عهدنامهٔ مودت                                                                                            | ۲۱ ذیقعدهٔ ۱۲۹۱ ۱۸۷۴                | استانبول          | عثمانی              | ؟ ؟                                                                           | | [ ۷۸ ]               |
|                                                            | قرارداد توتون، تنباکو و نمک قرارنامه مابین سفارت دولت علیهٔ ایران و وزارت خارجه عثمانی                   | ۲۱ ذیقعدهٔ ۱۲۹۲ ۲۰ دسامبر ۱۸۷۵      | استانبول          | عثمانی              | میرزا محسن‌خان مشیرالدوله محمد رشید پاشا                                       | | [ ۷۹ ]               |
|                                                            | قرارنامه راجع به امور تذکره و محاکمات                                                                   | ۲۱ ذیقعدهٔ ۱۲۹۲ ؟                   |                   | عثمانی              | میرزا محسن‌خان مشیرالدوله محمد رشید پاشا                                       | |                      |
|                                                            | قرارنامهٔ تلگرافی مابین ایران و روس در باب سیم تلگراف مابین چکشلر و استرآباد                             | سلخ صفر ۱۲۹۸ ۱۹ تا ۳۱ ژانویهٔ ۱۸۸۱  | تهران             | روسیه               | میرزا سعیدخان مؤتمن‌الملک ایوان زینوویف                                        | |                      |
|                                                            | معاهدهٔ آخال تکه قرارنامهٔ مرز خراسان و ناحیهٔ آخال مابین ایران و روس در باب تعیین حدود در طرف شرق بحر خزر | ۲۲ محرم ۱۲۹۹ ۲۱ دسامبر ۱۸۸۱        | تهران             | روسیه               | میرزا سعیدخان مؤتمن‌الملک ایوان زینوویف                                        | | [ ۸۰ ]               |
|                                                            | قرارداد منع تجارت برده                                                                                  | ۱۲۹۹ ۱۸۸۲                          | تهران             | پادشاهی متحد        | میرزا سعیدخان مؤتمن‌الملک رونالد تامسون                                        | |                      |
|                                                            | قرارداد در باب قیمت تلگراف                                                                              | شوال ۱۳۰۲ ۹ ژوئیهٔ ۱۸۸۶             |                   | روسیه               | میرزا یحیی‌خان مشیرالدوله الکساندر ملنیکوف                                     | |                      |
|                                                            | قراداد حوالجات پستی مابین ایران و تونیز                                                                 | ۱۳۰۷ ۱۰ ژانویهٔ ۱۸۹۰                | تهران             | تونس فرانسوی        | میرزا علی‌خان امین‌الدوله پلزدیوالاپیپ                                          | |                      |
|                                                            | قرارداد روس و ایران راجع به خط آهن                                                                      | رجب ۱۳۰۸ نوامبر ۱۸۹۰               | تهران             | روسیه               | میرزا علی‌اصغرخان امین‌السلطان یوگنی بوتزوف                                     | |                      |
|                                                            | قرارنامهٔ تلگراف                                                                                         | ۲۵ رمضان ۱۳۰۸ ۲۲ آوریل ۱۸۹۱        | تهران             | روسیه               | میرزا عباس‌خان قوام‌الدوله یوگنی بوتزوف                                         | |                      |
|                                                            | قرارداد تلگراف                                                                                          | شوال ۱۳۰۸ ۱۴ مهٔ ۱۸۹۱               |                   | روسیه               | میرزا عباس‌خان قوام‌الدوله یوگنی بوتزوف                                         | |                      |
|                                                            | قرارداد تلگراف                                                                                          | ۲۵ ربیع‌الاول ۱۳۰۹ ۷ اکتبر ۱۸۹۱     |                   | روسیه               | میرزا عباس‌خان قوام‌الدوله یوگنی بوتزوف                                         | |                      |
|                                                            | قرارنامه در باب فیروزه و حصار و غیره مابین ایران و روسیه                                                | ۲۳ ذیقعدهٔ ۱۳۱۰ ۲۷ مهٔ ۱۸۹۳          | تهران             | روسیه               | میرزا علی‌اصغرخان امین‌السلطان یوگنی بوتزوف                                     | |                      |
|                                                            | قرارداد در باب سیم آستارا                                                                               | ۱۱ ربیع‌الاول ۱۳۱۱ ۱۶ اکتبر ۱۸۹۳    | تهران             | روسیه               | علی‌قلی‌خان مخبرالدوله یوگنی بوتزوف                                             | |                      |
|                                                            | قرارداد گلدسمیت قرارداد ایران و انگلیس در باب تحدید حدود مابین ایران و کلات                             | ۹ رجب ۱۳۱۲ ۲۶ دسامبر ۱۸۹۵          | تهران             | پادشاهی متحد        | میرزا علی‌اصغرخان امین‌السلطان مورتیمر دیورند                                   | |                      |
| پادشاهی مظفرالدین‌شاه (۱۷ ذیقعدهٔ ۱۳۱۳ – ۲۴ ذیقعدهٔ ۱۳۲۴)     | |                                    |                   |                     |                                                                               | |                      |
|                                                            | قرارنامهٔ گمرکی مابین ایران و روسیه                                                                      | ۲۶ رجب ۱۳۱۹ ۲۷ اکتبر ۱۹۰۱          |                   | روسیه               | میرزا علی‌اصغرخان امین‌السلطان نوز، آرکیروپولو، کلوپف                           | |                      |
|                                                            | قرارداد احداث خط تلگراف                                                                                 | ؟ ۱۹۰۱                             |                   | پادشاهی متحد        | میرزا نصرالله‌خان مشیرالدوله آرتور هاردینگ                                     | |                      |
|                                                            | عهدنامهٔ مودت و تجارت مابین ایران و دولت مکزیک                                                           | ۵ صفر ۱۳۲۰ ۱۴ مهٔ ۱۹۰۲              | واشینگتن          | مکزیک               | اسحاق‌خان مفخم‌الدوله مانوئل آزپیروز                                            | |                      |
|                                                            | قرارداد دوستی و تجارت                                                                                   | ۲۱ ربیع‌الثانی ۱۳۲۰ ۲۷ ژوئیهٔ ۱۹۰۲   | اوستنده           | آرژانتین            | اسحاق‌خان مفخم‌الدوله ادواردو ویلده                                             | | [ ۸۱ ]               |
|                                                            | | ؟ ۱۹۰۳                             | ریو دو ژانیرو     | برزیل               | اسحاق‌خان مفخم‌الدوله ؟                                                         | |                      |
|                                                            | عهدنامهٔ مودت و تجارت مابین ایران و جمهوری شیلی                                                          | سلخ ذیحجهٔ ۱۳۲۰ ۳۰ مارس ۱۹۰۳        | واشینگتن          | شیلی                | اسحاق‌خان مفخم‌الدوله خوآکین واکر مارتینز                                       | |                      |
|                                                            | عهدنامهٔ مودت و تجارت مابین ایران و اروگه                                                                | ۲۳ صفر ۱۳۲۱ ۱۹ مهٔ ۱۹۰۳             | مونته‌ویدئو        | اروگوئه             | اسحاق‌خان مفخم‌الدوله خوزه رومئو                                                | |                      |
|                                                            | قرارنامهٔ گمرکی بین ایران و انگلستان                                                                     | ۱۳۲۱ ۱۹۰۳                          |                   | پادشاهی متحد        | میرزا علی‌اصغرخان امین‌السلطان آرتور هاردینگ                                    | |                      |
|                                                            | اظهار حتمی قرارداد حکمیت                                                                                | ۲۶ ذیقعدهٔ ۱۳۲۳ ۱ فوریهٔ ۱۹۰۵        |                   | پادشاهی متحد        | مک‌ماهن                                                                        | |                      |
|                                                            | قرارداد پستی                                                                                            | ۱۳۲۳ ۱۹۰۵                          |                   | روسیه               | لاروس، سواستیانف                                                              | |                      |
| پادشاهی احمدشاه (۲۷ جمادی‌الثانی ۱۳۲۷ – ۱۳ ربیع‌الثانی ۱۳۴۴) | |                                    |                   |                     |                                                                               | |                      |
|                                                            | پروتکل تهران                                                                                            | ۱۳۲۹ ۱۹۱۱                          | تهران             | عثمانی              |                                                                               | |                      |
|                                                            | کمیسیون تحدید حدود                                                                                      | ۱۳۳۰ ۱۹۱۲                          | استانبول          | عثمانی              |                                                                               | |                      |
|                                                            | پروتکل اسلامبول پروتکل مربوط به تعیین حدود سرحدی ترکیه و ایران                                          | ۱۳۳۱ ۴ تا ۱۷ نوامبر ۱۹۱۳           |                   | عثمانی              | محمود احتشام‌السلطنه لوئی مالت، میشل دو کپرس، سعید حلیم                        | |                      |
|                                                            | عهدنامهٔ حکمیت بین دولت علیهٔ ایران و جمهوری اتازونی                                                      | ۸ ربیع‌الاول ۱۳۳۲ ۴ فوریهٔ ۱۹۱۴      | تهران             | ایالات متحده آمریکا | میرزا حسن‌خان وثوق‌الدوله چارلز راسل                                            | |                      |
|                                                            | کمیسیون تحدید حدود                                                                                      | ۱۳۳۲ ۱۹۱۴                          |                   | عثمانی              |                                                                               | |                      |
|                                                            | قرارداد ۱۹۱۹                                                                                            | ؟ ۱۹۱۹                             |                   | پادشاهی متحد        | میرزا حسن‌خان وثوق‌الدوله ؟                                                     | |                      |
|                                                            | قرارداد دوستی                                                                                           | ؟ ۱۹۲۰                             | رم                | چین                 | اسحاق‌خان مفخم‌الدوله وانگ گوآنگ‌کی                                              | | [ ۸۲ ]               |
|                                                            | قرارداد ۱۹۲۱                                                                                            | ؟ ژانویهٔ ۱۹۲۱                      |                   | روسیه شوروی         |                                                                               | |                      |

## میان سایر کشورها دربارهٔ ایران
- قرارداد سن پترزبورگ، ۱۹۰۷ میلادی میان روسیه و انگلستان

## میان ایران و اتباع و شرکتهای خارجی
|  | نام عهدنامه نام‌های دیگر      | تاریخ امضا                        | مکان امضا | طرف قرارداد            | توضیحات                                              | مـ     |
|  | ---------------------------- | --------------------------------- | --------- | ---------------------- | ---------------------------------------------------- | ------ |
|  | امتیاز رویتر                 | ۱۸ جمادی‌الاول ۱۲۸۹ ۲۵ ژورئیهٔ ۱۸۷۲ |           | جولیوس رویتر           |                                                      | [ ۸۳ ] |
|  | امتیاز شیلات شمال            | ۱۲۹۶ ؟                            |           | استپان لیانازوف        | امضا از سوی میرزا حسین‌خان سپهسالار                   | [ ۸۴ ] |
|  | امتیاز شیلات شمال            | ۱۳۰۰ ؟                            |           | استپان لیانازوف        | امضا از سوی کامران میرزا نایب‌السلطنه                 | [ ۸۵ ] |
|  | قرارداد لاتاری               | ؟ ۱۸۸۹                            |           | یوزی دو کار دوئل       |                                                      |        |
|  | قرارداد رژی                  | ۲۷ رجب ۱۳۰۷ ۲۰ مارس ۱۸۹۰          | تهران     | جرالد تالبوت           |                                                      | [ ۸۶ ] |
|  | امتیاز دارسی                 | ۹ صفر ۱۳۱۹ ۱۹۰۱                   |           | ویلیام ناکس دارسی      |                                                      |        |
|  | امتیاز شیلات شمال            | ۱۳۲۴ ؟                            | تهران     | ورثهٔ استپان لیانازوف   | امضا از سوی عبدالمجید میرزا عین‌الدوله، در کاخ گلستان | [ ۸۷ ] |
|  | امتیاز خوشتاریا              | ؟ ۱۹۱۷                            |           | آکاکی خوشتاریا         |                                                      |        |
|  | امتیاز شیلات شمال            | ۱۳۳۷ ؟                            |           | گریگور پترویچ وانتیتسف | امضا از سوی میرزا حسن‌خان مشارالملک                   | [ ۸۸ ] |
|  | امتیاز کشتی‌رانی در رود کارون |                                   |           |                        |                                                      |        |
|  | امتیاز بانک شاهی             |                                   |           |                        |                                                      |        |
|  | امتیاز استخراج معادن         |                                   |           |                        |                                                      |        |
|  | امتیاز راه‌آهن جلفا به قزوین  |                                   |           |                        |                                                      |        |